# 38e cérémonie des Victoires de la musique

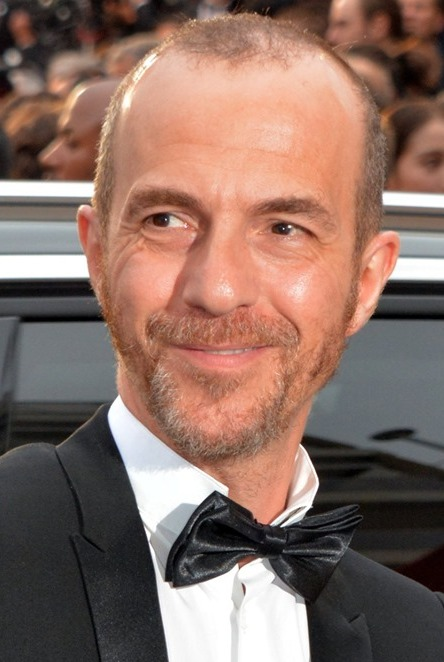
Calogero, président d'honneur de la cérémonie.

La 38e cérémonie des Victoires de la musique se déroule le 10 février 2023 à la Seine musicale de Boulogne-Billancourt, en France. La cérémonie, présidée par Calogero, est retransmise en direct à la télévision sur France 2, à la radio sur France Inter et présentée par Laury Thilleman.

## Tournage

### Lieu
La cérémonie est tournée à Boulogne-Billancourt, à la Seine musicale.

### Production et organisation
La cérémonie est produite par l'association « Les Victoires de la musique » et Carson Prod. 

#### Présentation
La cérémonie est présentée par l'animatrice du groupe France Télévisions : Laury Thilleman.

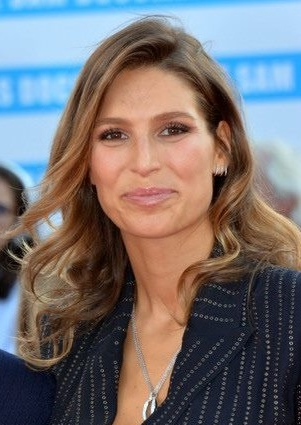
Laury Thilleman.

#### Président d'honneur
Cette année, Calogero est président d'honneur de la cérémonie. Dans son discours d'ouverture, il rend hommage aux jeunes talents qui publient des vidéos sur internet « comme des bouteilles à la mer. J'admire leur créativité. J'admire leur inventivité et leur liberté. » Puis il s'adresse aux labels : « Patrons de label, directeurs artistiques, (…) vous, qui savez faire et défaire les carrières. Laissez les sensibilités s'exprimer. Toutes les sensibilités ! » (…) « Il n'y a pas de science exacte dans ce métier. Il n'y a pas de recette. Et souvent même le succès est un contrexemple, à contrecourant. La chanson n'a pas besoin d'études marketing. » (…) « Allez chercher ces inconnus, soutenez-les et vous verrez que le public les aimera comme je les aime, j'en suis convaincu. »

#### Modalités de vote
La catégorie « chanson originale » est soumise au vote du public, jusqu'au 9 février 2023.

## Performances en direct
Les artistes nommés se succèdent sur scène pour chanter un de leurs tubes ou une chanson hommage. Ci-dessous la liste par ordre chronologique de la soirée:
| Artiste(s)                                 | Chanson(s)                                      |
| ------------------------------------------ | ----------------------------------------------- |
| Calogero                                   | Je joue de la musique                           |
| Clara Luciani                              | Cœur                                            |
| Stromae                                    | L'Enfer                                         |
| Grand Corps Malade, Ben Mazué et Gaël Faye | La cause                                        |
| Juliette Armanet                           | Flamme                                          |
| Bigflo et Oli                              | La Vie d'après                                  |
| Pierre de Maere                            | Un jour je marierai un ange                     |
| Mentissa                                   | Les Ballons rouges – hommage à Serge Lama       |
| Élodie Frégé                               | Je suis malade – hommage à Serge Lama           |
| Santa                                      | D'aventures en aventures – hommage à Serge Lama |
| Izïa                                       | Mon cœur                                        |
| Orelsan                                    | La Quête                                        |
| Clara Luciani                              | Les P'tits Papiers – hommage à Régine           |
| Angèle                                     | Le temps fera les choses                        |
| Mentissa                                   | Et Bam                                          |
| Lujipeka                                   | Pas à ma place                                  |
| Calogero                                   | Par choix ou par hasard                         |
| Pomme                                      | La Rivière                                      |
| Tiakola                                    | Parapluie                                       |
| Emma Peters                                | Le temps passe                                  |
| November Ultra                             | Novembre                                        |
| Jacques                                    | Pourquoi c'est comme ça ?                       |
| Jeanne Added                               | Au revoir                                       |

Outre l'hommage chanté à Régine, la soirée comprend également deux séquences d'hommages aux autres disparus de l'année, dont Dani, Pierre Papadiamandis, Jean-Paul Corbineau, Vangelis, Arno, Linda de Suza, Luv Resval et Marcel Zanini.

## Palmarès
Ci-dessous, les lauréats et nommés cette année:
| Catégorie                           | Lauréat(e) | Lauréat(e)                  | Nommés |
| ----------------------------------- | ---------- | --------------------------- | --- |
| Artiste féminine                    | Angèle     | Angèle                      | - Angèle - Izïa - Pomme |
| Artiste masculin                    | Stromae    | Stromae                     | - Bigflo et Oli - Grand Corps Malade, Ben Mazué et Gaël Faye - Stromae |
| Révélation féminine                 | Sans photo | November Ultra              | - Emma Peters - Mentissa - November Ultra |
| Révélation masculine                |            | Pierre de Maere             | - Jacques - Lujipeka - Pierre de Maere - Tiakola |
| Album                               | Stromae    | Multitude de Stromae        | - By Your Side de Jeanne Added - Consolation de Pomme - Éphémère de Grand Corps Malade, Ben Mazué et Gaël Faye - Multitude de Stromae - Nonante-Cinq d'Angèle                                                       |
| Chanson originale                   | Orelsan    | La Quête d'Orelsan          | - Cœur de Clara Luciani - Flamme de Juliette Armanet - L'Enfer de Stromae - La Quête d'Orelsan - Un jour je marierai un ange de Pierre de Maere                                                                     |
| Concert                             | Orelsan    | Civilisation Tour d'Orelsan | - Brûler Le Feu Tour - Juliette Armanet - Civilisation Tour - Orelsan - Respire Encore Tour - Clara Luciani |
| Création audiovisuelle              | Orelsan    | La Quête d'Orelsan          | - Coup de vieux de Bigflo et Oli (réalisé par Brice VDH) - Fils de joie de Stromae (réalisé par Julien Soulier, Luc Van Haver, Coralie Barbier & Paul Van Haver) - La Quête d'Orelsan (réalisé par Victor Haegelin) |
| Album le plus streamé d'une artiste | Angèle     | Nonante-Cinq d'Angèle       | Aucun |
| Album le plus streamé d'un artiste  |            | Jefe de Ninho               | Aucun |
| Victoire d'honneur                  | Serge Lama | Serge Lama                  | Aucun |

## Statistiques

### Nominations multiples
- 4 : Stromae
- 3 : Angèle, Orelsan
- 2 : Bigflo et Oli, Clara Luciani, Grand Corps Malade, Ben Mazué et Gaël Faye, Juliette Armanet, Pierre de Maere,  Pomme

### Récompenses multiples
- 3 : Orelsan
- 2 : Angèle, Stromae